# Twist (pel·lícula)
Twist és una pel·lícula dramàtica britànica del 2021 dirigida per Martin Owen i coproduïda per Noel Clarke i Jason Maza, qui també protagonitza la pel·lícula. La pel·lícula, una adaptació de la novel·la Oliver Twist de Charles Dickens de 1838, és protagonitzada per Rafferty Law, Michael Caine, Noel Clarke, Lena Headey, Rita Ora i Sophie Simnett. Twist es va estrenar a Sky Cinema el 29 de gener de 2021 i va rebre una recepció negativa per part de la crítica. Ha estat doblada i subtitulada al català.

## Sinopsi
L'orfe Twist és un buscavides que, juntament amb la banda de joves estafadors liderats per Fagin, planegen donar el cop del segle: una cursa a contrarellotge per aconseguir una valuosa obra d'art.

## Repartiment
- Rafferty Law com a Oliver Twist
- Michael Caine com a Issac "Fagin" Solomon
- Lena Headey com a Sikes
- Rita Ora com a Dodge
- Noel Clarke com a Brownlow
- Franz Drameh com a Batesey
- Sophie Simnett com a Nancy "Red" Lee
- David Walliams com a Dr. Crispin Losberne
- Jason Maza com a Bedwin
- Dominic Di Tommaso com a Tom Chitling
- Leigh Francis com a Warden Bumble
- Nick Nevern com a Ron

## Producció
L'octubre de 2019 es va anunciar que s'havia començat a rodar una nova versió de la novel·la de Charles Dickens, amb Raff Law com a protagonista. Michael Caine va interpretar a Fagin, amb Lena Headey i Rita Ora com a interpretacions femenines de Bill Sikes i Artful Dodger, respectivament. David Walliams, Franz Drameh i Sophie Simnett també van ser també es van anunciar entre el repartiment.
La pel·lícula va ser produïda per Pure Grass Films, juntament amb Unstoppable Film and Television, i First Access Entertainment Film and Television. La companyia britànica Koala FX va ser responsable de la maquillatge digital i la neteja avançada.